# Nicholas Tse
Nicholas Tse 謝霆鋒 (Hongkong, 29 augustus 1980) (jiaxiang: Guangdong, Kanton, Panyu) is een Chinees-Canadese Cantopopzanger en acteur. Hij is de zoon van de beroemde acteur Patrick Tse Yin. Deborah Lee Man-Yee (狄波拉) is Nicholas' moeder. Jennifer Tse (謝婷婷) is de zus van Nicholas. Zijn ouders zijn gescheiden. Nicholas Tse is in 2006 getrouwd met Cecilia Cheung en heeft één zoon. Hij heeft een paar maanden in de gevangenis gezeten, omdat hij onder invloed iemand aanreed.
In de jaren negentig van de vorige eeuw werd Nicholas ontdekt door Albert Yeung en werd hierdoor een Hongkongse ster.
Tse werd beroemd door zijn hoofdrollen in de films Dragon Tiger Gate, Gen-X-Cops, Young and Dangerous: The Prequel en Invisible Target. Hij speelde ook in Jackie Chans film New Police Story.
De volgende romantische films waar hij in speelde zijn minder bekend; Tiramisu en Jade Goddess of Mercy. Later speelde hij ook in comedy's zoals Enter the Phoenix, Mcdull: The Alumni en A Chinese Tall Story.

## Films
- Young and Dangerous: The Prequel (少年古惑仔之激鬥編) (1998) (Tse wins 'Best New Performer' in the Hong Kong Film Awards)
- Gen-X Cops (特警新人類) (1999)
- A Man Called Hero (中華英雄) (1999)
- Metade Fumaca (半支煙) (1999)
- Street Angels (少女党) (1999)
- The Mirror (怪談之魔鏡) (1999)
- Twelve Nights (十二夜) (2000)
- Winner Takes All (大贏家) (2000)
- Time and Tide (順流逆流) (2000)
- Comic King (漫畫風雲) (2001)
- Master Q 2001 (老夫子2001) (2001)
- Heroes in Love (戀愛起義) (2001)
- My Schoolmate, the Barbarian (我的野蠻同學) (2001)
- 2002 (2001)
- Tiramisu (戀愛行星) (2002)
- Demi-Haunted (魂魄唔齊) (2002)
- The Medallion (2003)
- Jade Goddess of Mercy (玉觀音) (2004)
- Enter the Phoenix (大佬愛美麗) (2004)
- Moving Targets (2004新紮師兄) (2004)
- New Police Story (新警察故事) (2004)
- A Chinese Tall Story (齊顛大聖) (2005)
- The Promise(無極) (2005)
- McDull, the Alumni (春田花花同學會) (2006)
- Dragon Tiger Gate (龍虎門) (2006)
- Rob-B-Hood (寶貝計畫/BB計畫) (2006)
- The Heavenly Kings (四大天王) (2006)
- Invisible Target (男兒本色) (2007)
- The Storm Warriors (風雲2 - Storm Riders Sequel) (2008)
- Dragon Tiger Gate 2 (龍虎門2) (nog makend)

## Televisieseries
- Aiming High (撻出愛火花) (1998)
- Monkey King (齊天大聖孫悟空) (2004)
- Amazing Twins aka Handsome Siblings (小魚兒與花無缺) (2005)
- On the Road II (向世界出發II) (2007)
- Big Shot (大人物) (2007)
- Wing Chun (serie) (詠春) (2007)
- The Spirit and the Sword (浣花洗劍錄) (klaar)

- Bibliothèque nationale de France: cb142344195 (data)
- Gemeinsame Normdatei: 1023184052
- International Standard Name Identifier: 0000 0001 1467 8558
- Library of Congress Control Number: no2007090421
- MusicBrainz: e9166500-8003-4e33-90d2-4df4c85efef9
- Nationale Bibliotheek van Tsjechië: xx0187815
- Nederlandse Thesaurus van Auteursnamen: 364233761
- Système universitaire de documentation: 061429457
- Virtual International Authority File: 12091760
- WorldCat: E39PBJr7WxPkbmYwPypQ9Yp9Dq